# Sansevieria stuckyi
Sansevieria stuckyi là một loài thực vật có hoa trong họ Măng tây. Loài này được God.-Leb. miêu tả khoa học đầu tiên năm 1903.

## Hình ảnh

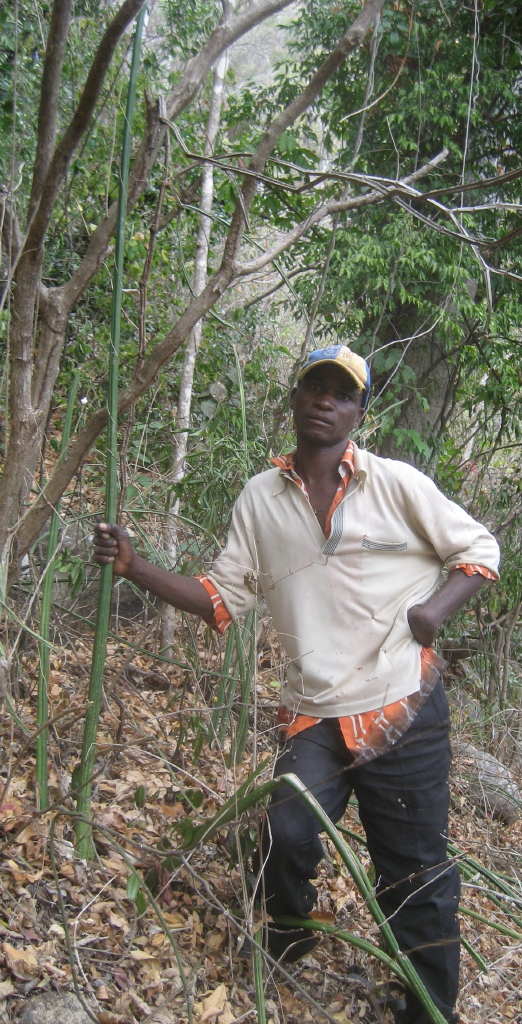
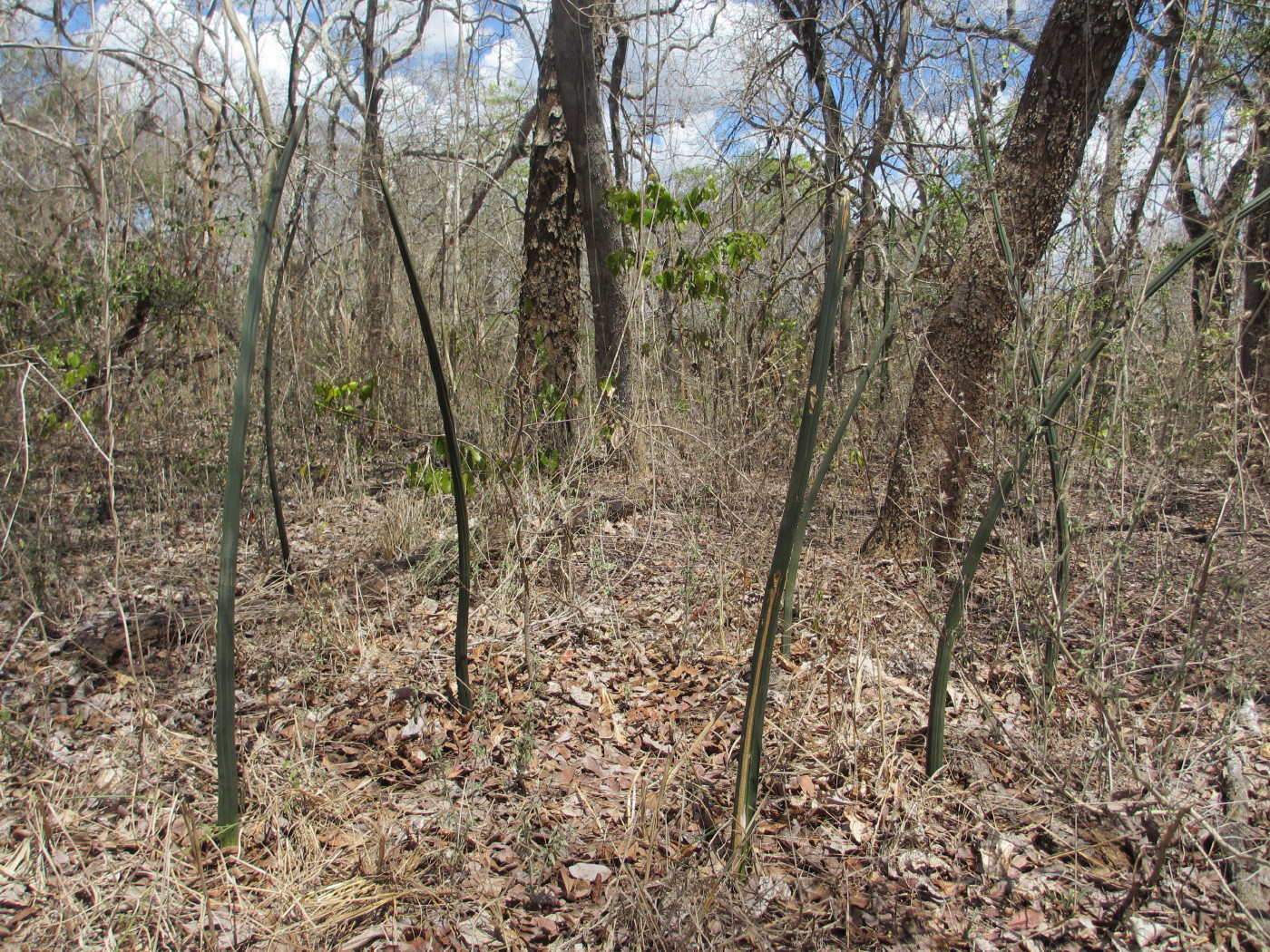